# Hail to the Thief
Hail to the Thief (с англ. — «Да здравствует Вор») — шестой студийный альбом британской рок-группы Radiohead, выпущенный 9 июня 2003 года в Великобритании, на следующий день — в США. Hail to the Thief стал пятым подряд по счёту альбомом группы, получившим номинацию на премию «Грэмми» в категории «Лучший альтернативный альбом». Это был последний альбом, выпущенный Radiohead по контракту с EMI.
После выпуска предыдущих альбомов группы — Kid A (2000) и Amnesiac (2001) — которые были написаны под влиянием джаза и электронной музыки, характерной чертой альбома стало наличие традиционных рок-инструментов в дополнение к привычным для группы, на то время, электронным элементам, таким как драм-машины и синтезаторы. Для того, чтобы избежать затяжных сессий, Radiohead записали Hail to the Thief, ориентируя своё внимание, в основном, на записях «вживую», чем на том, чтобы каждый раз перезаписывать песни для достижения лучшего результата (как это было при записи материала для Kid A и Amnesiac). Значительную часть текстов песен Том Йорк сочинил в качестве реакции на войну против терроризма и возрождение правой политики на Западе.

## Запись
Большинство треков были записаны в течение двух недель в студии Лос-Анджелеса — самая короткая студийная сессия Radiohead со времён Pablo Honey. После того, как Том провёл 6 месяцев в безделье, посвятив себя обязанностям отца, так же, как и остальные участники группы, его жена предложила: «Да запишитесь вы просто так, как получится. Без всякой программы и сроков». Эд О’Брайен, в свою очередь, рассказывал: «Идея состояла в том, чтобы записать альбом быстро и не думать о деталях слишком много. Для нас это было в новинку». В сентябре 2002-го, все участники группы переехали в Лос-Анджелес, в студию «Ocean Way Recording studios» находящуюся в Голливуде, c продюсером Найджелом Годричем и художником Стэнли Донвудом, работавших с группой со времён записи The Bends в 1994 году. Новое место записи было предложено Годричем, который работал в этой студии ранее, продюсируя альбомы таких артистов, как Бек и Travis. Он считал, что «хорошая замена декораций», должным образом, повлияла бы на процесс записи нового альбома.

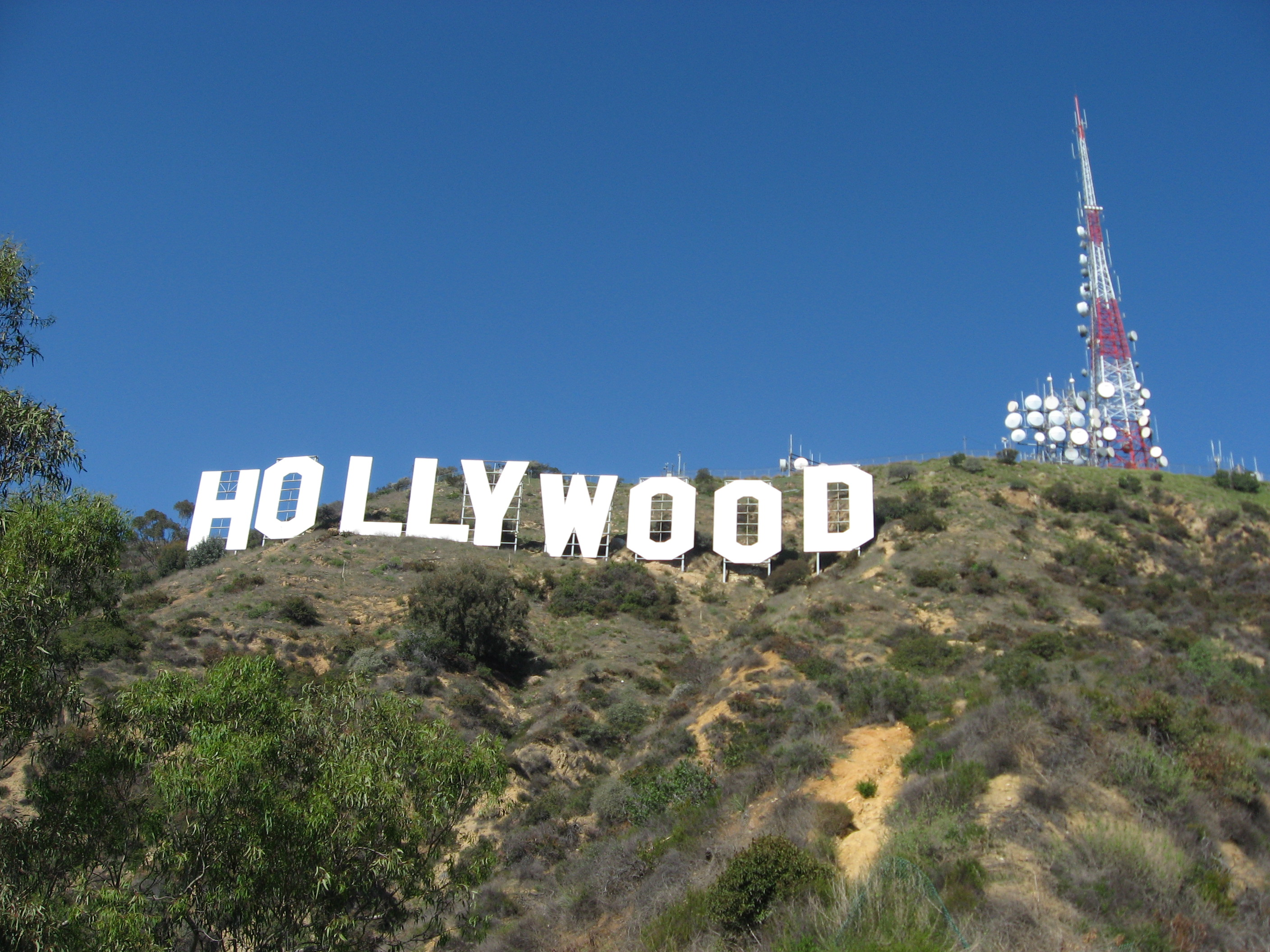
Голливудская культура, по словам продюсера группы — Найджела Годрича — оказала значительное влияние на запись и оформление альбома

«Мы думали: А неужели нам действительно было так необходимо лететь на полпути через весь мир, чтобы сделать это? Но всё же это было потрясающе, ведь в противном случае мы бы работали очень тяжело. Мы каждый день делали новый трек. Это было своего рода туристическим лагерем отдыха». — Том Йорк о записи альбома (2003 год).
Radiohead пытались работать спонтанно, не нагружая себя излишними «доработками» песен и избегая чрезмерного их анализирования. Йорк был вынужден писать тексты в различных непредвиденных условиях, так как у него не было времени, чтобы писать их в студии. При написании некоторых песен он вернулся к уже знакомому для себя методу «резки слов», располагая их случайными образами, как при работе над Kid A и Amnesiac в 1999-м году. Йорк пытался сделать тексты песен более лаконичными.
Одним из тех, кто также делился своим опытом от процесса записи, был и гитарист группы Джонни Гринвуд. В одном интервью он говорил: «У нас действительно не было времени, чтобы каждый раз подчёркивать, то что мы делали. К концу второй недели, до того, как мы вообще прослушали то, что успели сделать за первые два дня, мы даже не помнили тех записей или то, как мы играли, что является действительно волшебным способом, чтобы чем-то заниматься».
Большинство электронных элементов не были полностью доработаны, но были записаны «вживую» в студии звукозаписи. Гринвуд использовал музыкальный язык программирования «Max» для сэмплирования и манипулирования игры своих напарников в режиме реального времени, при этом не перестав периодически применять модульные синтезаторы и волны Мартено. После использования ранее множества педальных эффектов, он, в большей степени использовал чистое гитарное звучание, чтобы убедиться в том, мог ли он и далее «придумывать интересные вещи» без специальных эффектов.
Первый трек с альбома, носящий нестандартное название — «2 + 2 = 5» — первоначально был записан в студии с целью тестирования для дальнейших записей, но был закончен в течение двух часов. Для нового альбома Radiohead стремились «добраться до сути того, что означало бы что-то хорошее для песен», не отвлекаясь лишний раз на производство новых деталей или звуков. Группа изо всех сил пыталась записать «There, There» как можно скорее, после чего Йорк с облегчением чувствовал, что этот трек являлся лучшей на тот момент работой группы.
Hail to the Thief был записан осенью 2002 года. В июле и августе того же года группа исполнила на концертах 12 из 14 песен будущего альбома (за исключением «Backdrifts» и «The Gloaming»). Некоторые из песен, например, «I Will» и «Sit Down. Stand Up» были написаны ещё в 1990-х годах, а над «A Wolf at the Door» группа работала ещё во время записи Kid A.
В отличие от расслабленных сессий группы в Лос-Анджелесе, которые Найджел Годрич описывал, как «очень плодотворные», запись альбома прошла не без конфликтов. Том Йорк говорил, что у всех участников группы «были свои массивные аргументы о том, как он (альбом) должен быть собран воедино». Он также признался, что «сначала запись была хорошей забавой…но, к её окончанию, никто из участников не мог отпустить её просто так», и, что каждый по-своему был «прикреплён» к своим версиям отдельных песен. Годрич посчитал, что «грубые смеси» звуков, созданные музыкантами в периоды разногласий, были применены для одной третьей части записи нового альбома.

#### Песни, написанные в период работы над альбомом
Хотя Йорк описывал Hail to the Thief как «очень акустический» альбом, он также отрицал, что альбом являлся «гитарной записью». Помимо использования электронных приборов (описанных выше), Йорк и Гринвуд оба признавали наличие игры ноутбука на альбоме; некоторые треки, такие как «Backdrifts» и «The Gloaming» содержат исключительно электронную составляющую. Рецензент из журнала Spin — Уилл Хермес, заметил, что Hail to the Thief «качается между холодом секвенсоров и теплотой пальцев на гитарных струнах и клавишах фортепиано». Несмотря на достаточно тёмную тематику, по словам Йорка, Radiohead воспринимали этот альбом как «блестящую…блестящую поп-запись. Чистую и красивую», а О’Брайен, чувствуя, что пластинка звучит слишком «чванливо» говорил, что «в песнях есть место и для солнца, и для энергии». Все песни также имели свои временные названия до момента выпуска альбома. Ниже представлен маркированный список композиций над которыми группа работала исключительно в период записи Hail to the Thief:
- «2 + 2 = 5» — рок-песня, открывающая Hail to the Thief, являющаяся его первым синглом. В период записи, трек носил рабочее название «The Lukewarm» (с англ. — «Тепловатый»). За основу композиции был взят один из самых известных английских романов «1984», написанный Джорджем Оруэллом. «2 + 2 = 5» был построен с акцентом на громкую кульминацию, не имеющей при этом стандартного набора припевов. Состоит из четырёх вокальных блоков. Первая часть начинается с размера 7/8, вторая часть (it’s the devil’s way now…) возвращается к привычным 4/4. Тактовый рисунок из пяти тактов, где на каждом пятом идёт «сбивка» на всё те же 7/8, третья часть (payin' attention) играет ровно в 4/4, но с сохранением тактового рефрена в пять шагов, и только на четвёртой части (cause I’m not) композиция приходит к квадрату, то есть к четырёх-тактовому отсчёту.
- «Sail to the Moon» (с англ. — «Плыть к Луне») — композиция, отчасти имеющая характер колыбельной, сдвигая временные отметки, намекая на библейскую историю о Ноевом ковчеге, что также подчёркивает тот факт, что она была записана для маленького сына Тома Йорка — Ноя[13][14]. Песня была записана в течение всего пяти минут, но при этом, является одной из самых сложных для исполнения из репертуара Radiohead. Каждый блок этой композиции имеет свой сигнатурный рисунок. Вступление трёхтактное 4/4+5/4+7/4, затем идёт проигрыш в 6/4, и только после этого вступает куплет в 4/4. Мелодия песни льётся очень интуитивно, а гитара сливается с фортепиано. Её сложность заключается в том, что при живом её исполнении, каждому участнику группы необходимо знать на какой инструмент ему ориентироваться по темпу, а на какой изо всех сил не обращать внимания чтобы не сбиться с него[15].
- «Backdrifts» — полностью электронный трек о «скольжении в обратном направлении, что происходит каждый раз, когда вы смотрите назад»[16].
- «Go To Sleep» (с англ. — «Пойду спать») — второй сингл с альбома. Начинается с акустических слоёв гитарных риффов. Колин Гринвуд описывал эту песню как, «своего рода народный английский фолк 60-х годов». Каждый такт песни чередуются размерами 4/4 и 12/8, а с 1:23 происходит переход на постоянные 4/4.
- «Where I End And You Begin» (с англ. — «Где заканчиваюсь я, и начинаешься ты»). Состоит преимущественно из бас-партии Колина Гривуда и «стен» волн Мартено Джонни Гринвуда. Ритм-секция, по словам участников, была создана под влиянием электро-рок группы 80-х годов — New Order. «Where I End And You Begin» одна из самых интенсивных песен группы, каждый инструмент в ней проходит свои метаморфозы, и вместе с тем при всех изменениях создаётся ощущение замершей на месте таинственной атмосферы.
- «We Suck Young Blood» (с англ. — «Мы сосём юную кровь»). Мелодия этой песни была описана Томом Йорком как «ведение корабля», с наличием «свободной формы джазового кошмара», при этом не воспринимавшаяся группой слишком серьёзно[17]. Песня также высмеивает голливудскую культуру и её «постоянное желание высасывать энергию из молодых людей».
- «The Gloaming» (с англ. — «Сумерки») — электронная песня с механическими риффами, которые Джонни составил из петель на магнитных лентах. При её написании, он использовал весьма устаревший подход — никаких компьютеров, только аналоговые синтезаторы, магнитофоны и скотч.
- «A Punchup at a Wedding» (с англ. — «Драка на свадьбе») — композиция, написанная под влиянием фанка, выражающая своей лирикой беспомощность Тома Йорка, которую он чувствовал перед лицом «хаотических событий, происходящих в мире». «Как в драках на свадьбах, никто не знает, что происходит…это просто бунт» — описывал песню фронтмен.
- «Myxomatosis» (с англ. — «Миксоматоз»). Для этой песни, в качестве ведущей роли, была написана «пушистая» бас-партия. Radiohead пытались воссоздать пугающие неисправные электронные звуки 70-х и 80-х годов, присущих ранее разным нью-вейв группам, таким как Tubeway Army к примеру.
- «Scatterbrain» (с англ. — «Легкомысленный»). Джонни Гринвуд описывал её как «очень простую и, вроде-как, довольно красивую» песню, но при этом музыкант также признался, что «Scatterbrain» из-за своих аккордов, относится к тем песням, которые по его мнению, всегда мешают ему заниматься музыкой в целом[18][19].

Radiohead также написали ещё 5 песен, вошедших в коллекционное издание диска. Среди них были: «Paperbag», «Where Bluebirds Fly», «I Am Citizen Insane», «Gagging Order» и «I Am a Wicked Child».

### Название

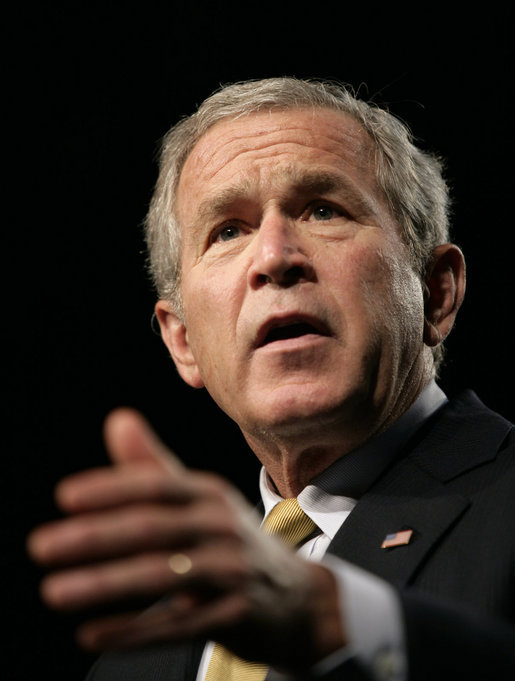
Фраза «Hail to the thief» использовалась против Джорджа Буша мл. протестантами во время президентских выборов США во Флориде, в 2000 году.

Особого внимания заслуживает происхождение названия альбома Hail to the Thief. В интервью немецкому телевидению Том Йорк рассказал о его значении: «Самая могущественная страна мира оказывается под властью человека, который подтасовал результаты выборов. Сейчас всё плохо. Плохо для всех. В особенности если учесть, что Буш купил выборную должность благодаря влиятельным компаниям, у которых куча денег». Однако в последующих интервью Том пытался уклониться от ответа на вопрос о толковании названия альбома. У него вызывала отвращение сама мысль о том, что их новая пластинка могла быть охарактеризована как банальный «альбом протеста». Ещё больше его беспокоила собственная безопасность и положение его семьи. «Меня огорчали возможные последствия вольного толкования „Hail tо the Thief“, — сказал он. — Личные нападки, угрозы… это может кого угодно выбить из колеи. Так что я не хотел бы упираться в одну версию». Том отдал предпочтение более сюрреалистическому объяснению. В телеинтервью он утверждал, что название альбома подразумевает похитителей душ. «Данте высказал идею, что некоторые люди совершают ужасные поступки потому, что сами они ещё здесь, но их души уже исчезли. Не знаю, как вы, а я встречал подобных людей. И это в большей мере относится к сюжету альбома, чем к истории с Бушем». Похожее толкование названия альбома Том выдвинул в ответ на обсуждения в прессе: «Меня раздражает, когда люди говорят, что это напрямую политический проект. Но я совершенно убеждён, что мы не писали альбом протеста». В то время такие слова звучали весьма нелепо. Сама фраза «Hail to the Thief» изначально происходит от шутки XIX века про президента США Джона Куинси Адамса, который, по слухам, купил результаты выборов. Фраза содержала игру слов — по аналогии с песней «Hail tо the Chief», которую исполняли на церемонии инаугурации президента США. Когда Джордж Буш победил на выборах 2001 года, многие протестовавшие распевали «Hail tо the Thief». Конечно, есть изрядная доля «чудаковатости» в том, чтобы сначала назвать альбом столь известной фразой, а затем возмущаться, когда люди напрямую связывают её с Бушем. Том будто хотел, чтобы слушатели истолковали его выбор в политическом контексте, но сам не отдавал себе в этом отчёта, даже не задумываясь, что тем самым Radiohead делает открытое заявление. «Кое-кто предлагал нам деньги за расклеивание листовок со словами „Hail to the Thief“ на стены по всему свету, — заявил он в интервью для „Blender“. — Я не мог удержаться от смеха!»

### Художественное оформление
Художественное оформление альбома Hail to the Thief было сделано современным британским художником Стэнли Донвудом. Обложка, носящая название «Pacific Coast» (с англ. — «Тихоокеанское побережье»), является своего рода дорожной картой Голливуда, включающей различные слова и фразы взятых Донвудом из придорожных реклам Лос-Анджелеса. «Реклама предназначена для соблазнения и привлечения, и, во многих отношениях, это очень красиво» — говорил художник. «Но в этом также есть кое-то тревожное о том, что постоянно продаётся. Мне нравилось брать элементы придорожных реклам из контекста, потому что это смещало императив и просто вело к сути всего этого — чистому сердцу рекламы!». Другие слова и фразы из художественных работ над альбомом были предоставлены Тому Йорку, взятые из политических дискуссий на тему окружающей войны с террором. Среди них, было и словосочетание «burn the witch» (с англ. — «сжечь ведьму»), которая также являлась названием к песне, над которой «радио-головы» работали во время сессий для Hail to the Thief, но не была завершена вплоть до записи девятого альбома группы A Moon Shaped Pool в 2015—2016 годах.
Сравнивая новое оформление с приглушёнными палитрами своих предыдущих работ, Донвуд описал яркие и приятные цвета обложки как «зловещие», потому что те цвета, которые он использовал, являлись, по его словам, производными от бензово-химической промышленности. «Ничего из этого не является настоящим. Мы создали это невероятное энергичное общество, но мы также будем иметь дело с последствиями рано или поздно».

## Список композиций
Слова и музыка всех песен — Radiohead.
| №   | Название                    | Длительность |
| --- | --------------------------- | ------------ |
| 1.  | «2 + 2 = 5»                 | 3:19         |
| 2.  | «Sit Down. Stand Up»        | 4:19         |
| 3.  | «Sail to the Moon»          | 4:18         |
| 4.  | «Backdrifts»                | 5:22         |
| 5.  | «Go to Sleep»               | 3:21         |
| 6.  | «Where I End and You Begin» | 4:29         |
| 7.  | «We Suck Young Blood»       | 4:56         |
| 8.  | «The Gloaming»              | 3:32         |
| 9.  | «There There»               | 5:25         |
| 10. | «I Will»                    | 1:59         |
| 11. | «A Punchup at a Wedding»    | 4:57         |
| 12. | «Myxomatosis»               | 3:52         |
| 13. | «Scatterbrain»              | 3:21         |
| 14. | «A Wolf at the Door»        | 3:21         |

## Участники записи
Radiohead
- Том Йорк
- Джонни Гринвуд
- Эд О’Брайен
- Колин Гринвуд
- Фил Селуэй

Производство
- Найджел Годрич — запись, миксование, редактирование
- Даррелл Торп — инжиниринг, каталогизация
- Грэм Стюарт — инжиниринг предварительных сессий
- Стэнли Донвуд — художественное оформление, упаковка

## Чарты
| Чарт (2003—2005)                          | Высшая позиция |
| ----------------------------------------- | -------------- |
| Australian Albums (ARIA)                  | 1              |
| Austrian Albums (Ö3 Austria)              | 1              |
| Belgian Albums (Ultratop Flanders)        | 3              |
| Belgian Albums (Ultratop Wallonia)        | 4              |
| Canadian Albums (Billboard)               | 1              |
| Dutch Albums (MegaCharts)                 | 2              |
| European Albums (European Top 100 Albums) | 1              |
| Finnish Albums (Suomen virallinen lista)  | 1              |
| French Albums (SNEP)                      | 2              |
| German Albums (Offizielle Top 100)        | 2              |
| Greek Albums (IFPI)                       | 1              |
| Italian Albums (FIMI)                     | 3              |
| Japanese Albums (Oricon)                  | 7              |
| Mexican Albums (Top 100 Mexico)           | 1              |
| New Zealand Albums (RMNZ)                 | 2              |
| Norwegian Albums (VG-lista)               | 3              |
| Portuguese Albums (AFP)                   | 1              |
| Russian Albums (Russian Music Charts)     | 1              |
| Swedish Albums (Sverigetopplistan)        | 3              |
| Swiss Albums (Schweizer Hitparade)        | 2              |
| UK Albums (OCC)                           | 1              |
| US Billboard 200                          | 3              |
| US Hard Rock Albums (Billboard)           | 18             |